# 爱知东邦大学
爱知东邦大学（Aichi tōhō daigaku）是日本爱知县名古屋市名东区的一所私立大学。该校始创于2001年，2007年改今名。同一学校法人下设有东邦学园短期大学。 

## 校长
- 2001年-2006年　丸山惠也
- 2007年-2010年　山极完治
- 2011年至今     成田良一

## 学部
- 经营学部
- 人间学部